# Laura Martínez (Leichtathletin)
Laura Martínez Ibargüen (* 25. August 2004) ist eine kolumbianische Leichtathletin, die sich auf den Sprint spezialisiert hat.

## Sportliche Laufbahn
Erste Erfahrungen bei internationalen Meisterschaften sammelte Laura Martínez im Jahr 2021, als sie bei den U20-Südamerikameisterschaften in Lima in 12,09 s den vierten Platz im 100-Meter-Lauf belegte und mit der kolumbianischen 4-mal-100-Meter-Staffel in 46,35 s die Goldmedaille gewann. Im September siegte sie dann in 11,92 s über 100 Meter bei den U18-Südamerikameisterschaften in Encarnación und siegte dort in 46,18 s auch im Staffelbewerb. Anschließend gelangte sie bei den U23-Südamerikameisterschaften in Guayaquil mit 11,86 s auf den fünften Platz über 100 Meter und wurde mit der Staffel in 46,09 s Vierte. Anfang Dezember klassierte sie sich bei den erstmals ausgetragenen Panamerikanischen Juniorenspielen in Cali mit 11,69 s auf dem sechsten Platz und gewann in der Staffel in 43,59 s die Goldmedaille und stellte damit einen neuen U23-Südamerikarekord auf. Im Jahr darauf schied sie bei den Ibero-Amerikanischen Meisterschaften in La Nucia mit 12,04 s im Vorlauf über 100 Meter aus und verpasste auch im 200-Meter-Lauf mit 24,89 s den Finaleinzug. Auch bei den Juegos Bolivarianos in Valledupar schied sie mit 12,32 s und 24,37 s jeweils in der Vorrunde aus, siegte dort aber in 44,52 s in der 4-mal-100-Meter-Staffel. Daraufhin schied sie bei den U20-Weltmeisterschaften in Cali mit 11,79 s in der ersten Runde über 100 Meter aus und gewann im Staffelbewerb in 44,59 s die Bronzemedaille. Im Oktober nahm sie an den Südamerikaspielen in Asunción teil und schied dort mit 25,22 s im Vorlauf über 200 Meter aus. 2023 gewann sie bei den U20-Südamerikameisterschaften in Bogotá in 45,09 s die Silbermedaille in der 4-mal-100-Meter-Staffel. Ende Oktober schied sie bei den Panamerikanischen Spielen in Santiago de Chile mit 11,70 s im Vorlauf über 100 Meter aus und belegte mit der Staffel in 44,79 s den sechsten Platz.
2024 gewann sie bei den Hallensüdamerikameisterschaften in Cochabamba in 7,40 s die Silbermedaille im 60-Meter-Lauf hinter der Brasilianerin Vitória Cristina Rosa. Im Mai gelangte sie bei den World Athletics Relays in Nassau mit 43,92 s auf den sechsten Platz im C-Lauf in der 2. Qualifikationsrunde über 4-mal 100 Meter für die Olympischen Spiele. Kurz darauf belegte sie bei den Ibero-Amerikanischen Meisterschaften in Cuiabá in 11,36 s den sechsten Platz über 100 Meter und gewann mit der Staffel in 44,34 s die Silbermedaille hinter dem brasilianischen Team. Im September siegte sie in 11,45 s bei den U23-Südamerikameisterschaften in Bucaramanga und kam mit der Staffel nicht ins Ziel. Zudem gewann sie über 200 Meter in 23,70 s die Silbermedaille hinter ihrer Landsfrau Marlet Ospino. Im Jahr darauf schied sie bei den Südamerikameisterschaften in Mar del Plata mit 24,25 s im Vorlauf über 200 Meter aus.
In den Jahren 2022 und 2024 wurde Martínez kolumbianische Meisterin im 200-Meter-Lauf sowie 2022 auch über 200 Meter. Zudem wurde sie 2021 und 2024 Landesmeisterin in der 4-mal-100-Meter-Staffel.

## Persönliche Bestzeiten
- 100 Meter: 11,36 s (+0,6 m/s), 10. Mai 2024 in Cuiabá
  - 60 Meter (Halle): 7,40 s, 27. Januar 2024 in Cochabamba (kolumbianischer Rekord)
- 200 Meter: 22,90 s (+1,2 m/s), 25. Mai 2024 in Bogotá